# Babyface
Kenneth Brian Edmonds (Indianápolis, Indiana; 10 de abril de 1959), conocido profesionalmente como Babyface, es un exitoso cantante afroamericano de R&B, compositor de canciones, productor musical y cinematográfico, guitarrista y empresario. 
Edmons, el quinto de seis hermanos, asistió al instituto North Central de Indianápolis, y durante su tímida juventud comenzó a escribir canciones para así expresar sus sentimientos. Edmons más tarde tocaría con la superestrella del funk Bootsy Collins, autor del apodo "Babyface" con el que se le comenzaría a conocer al joven cantante. También actuó con grupos como Manchild (quienes alcanzaron el éxito con el sencillo "Especially for You" en 1977) y el grupo de R&B y funk The Deele (grabaron tres álbumes en la década de los 80). Hacia el final de la carrera de Deele, Babyface firmó un acuerdo con Solar Records, lanzando su álbum debut Lovers en 1986. Babyface está también asociado con los grupos de R&B After 7 y Milestone, en los que forman parte sus hermanos Kevon y Melvin, respectivamente.

## Éxito Comercial
En 1989, Babyface fundó el exitoso sello discográfico de R&B y hip hop LaFace Records con Antonio "L.A." Reid. Dos de los primeros artistas firmados, Toni Braxton y TLC, alcanzaron un éxito masivo. El álbum debut de Braxton de 1993, titulado igual que ella, vendió más de ocho millones de copias, y ganó un Grammy como "Mejor Artista Nuevo" del año 1994. Mientras tanto, los dos álbumes de TLC en LaFace (Ooooooohhh.... On the TLC Tip en 1992 y CrazySexyCool en 1994) se combinaron para vender más de 15 millones de copias y CrazySexyCool ganó el Grammy al "Mejor Álbum R&B" de 1996.
Edmons también está detrás de algunos de los mayores éxitos del R&B contemporáneo. Escribió y produjo los sencillos de Boyz II Men "End of the Road" y "I'll Make Love To You", canciones que establecieron récords de permanencia más larga en el número uno de la lista de Billboard Hot 100. En el éxito #1 «Take a Bow» de Madonna (1994), colaboró en los coros, y además ha producido y escrito música para artistas como Michael Jackson, Janet Jackson, Whitney Houston, Patti LaBelle, Céline Dion, Mary J. Blige, Mariah Carey, Eric Clapton, Madonna, Aretha Franklin, Caprice Angel, Pink y Melanie Rios entre otros, y ha recibido tres premios Grammy consecutivos al "Mejor Productor del Año" en 1996, 1997 y 1998.
A mediados de los 90, Edmons y su esposa Tracey Edmonds crearon la compañía cinematográfica "Edmonds Production Company", y produjeron películas como Soul Food (1997) y Josie and the Pussycats (2001). Ellos son los productores ejecutivos actuales de las reality series College Hill, de la televisión por cable BET. Babyface también colaboró con David Foster para componer el tema oficial de los Juegos Olímpicos de Atlanta de 1996, interpretado por Céline Dion.
En octubre de 2005, Edmons y su esposa Tracey anunciaron que ponían fin a su matrimonio de trece años. Tienen dos hijos.
Babyface está participando en un sencillo benéfico compuesto y producido por Michael Jackson. Se ignora si apareció en los vocales o como productor. El título del tema es "I Have This Dream".

## Discografía
- 1986: Lovers #28 R&B
- 1989: Tender Lover #14 US, #1 R&B (US 2x Platino)
- 1991: A Closer Look
- 1993: For The Cool In You #16 US, #2 R&B (US 3x Platino)
- 1996: The Day #6 US, #4 R&B (US 2x Platino)
- 1997: Babyface MTV Unplugged NYC (Directo) #106 US, #33 R&B (US Oro)
- 1998: Christmas With Babyface #101 US, #34 R&B
- 2001: Face2Face #25 US, #8 R&B
- 2003: Cool In Love
- 2004: A Love Story
- 2005: Grown And Sexy #10 US, #3 R&B
- 2007: Playlist
- 2013: Love, Marriage & Divorce (with Toni Braxton) #4 US, #1 R&B
- 2015: Return Of The Tender Lover #39 US, #5 R&B

## Sencillos
| Año  | Canción                                                      | Posiciones en lista | Álbum                             |
| Año  | Canción                                                      | US R&B/Hip-Hop      | Álbum                             |
| ---- | ------------------------------------------------------------ | ------------------- | --------------------------------- |
| 1986 | "Lovers"                                                     | #42                 | Lovers                            |
| 1987 | "I Love You Babe"                                            | #8                  | Lovers                            |
| 1987 | "If We Try"                                                  | ?                   | Lovers                            |
| 1987 | "Mary Mack"                                                  | #29                 | Lovers                            |
| 1989 | "Love Saw It" (con Karyn White)                              | #1                  | A Closer Look                     |
| 1989 | "It's No Crime"                                              | #1                  | Tender Lover                      |
| 1989 | "Tender Lover"                                               | #1                  | Tender Lover                      |
| 1990 | "Whip Appeal"                                                | #2                  | Tender Lover                      |
| 1990 | "My Kinda Girl"                                              | #3                  | Tender Lover                      |
| 1990 | "Love Makes Things Happen" (con Pebbles)                     | #1                  | A Closer Look                     |
| 1992 | "Give U My Heart" (con Toni Braxton)                         | #2                  | Boomerang soundtrack              |
| 1993 | "For The Cool In You"                                        | #10                 | For The Cool In You               |
| 1993 | "Never Keeping Secrets"                                      | #3                  | For The Cool In You               |
| 1994 | "And Our Feelings"                                           | #8                  | For The Cool In You               |
| 1994 | "When Can I See You"                                         | #6                  | For The Cool In You               |
| 1994 | "Dream Away" (con Lisa Stansfield)                           | -                   | The Pagemaster BSO                |
| 1995 | "Someone To Love" (con Jon B)                                | #7                  | Jon B's Bonafide                  |
| 1996 | "This Is For The Lover In You" (con Jody Watley & LL Cool J) | #2                  | The Day                           |
| 1997 | "Every Time I Close My Eyes" (con Mariah Carey)              | #5                  | The Day                           |
| 1997 | "How Come How Long" (con Stevie Wonder)                      | -                   | The Day                           |
| 1998 | "Fire" (con Des'ree)                                         | -                   | Hav' Plenty soundtrack            |
| 2000 | "Reason For Breathing"                                       | -                   | A Collection of His Greatest Hits |
| 2001 | "There She Goes"                                             | #10                 | Face 2 Face                       |
| 2001 | "What If"                                                    | #28                 | Face 2 Face                       |
| 2004 | "The Loneliness"                                             | -                   | Grown & Sexy                      |
| 2005 | "Sorry for the Stupid Things"                                | #65                 | Grown & Sexy                      |
| 2005 | "Grown & Sexy"                                               | #70                 | Grown & Sexy                      |
| 2007 | "Fire and Rain"                                              | -                   | Playlist                          |
| 2013 | "Hurt You"                                                   | #1                  | Love, Marriage & Divorce          |
| 2013 | "Where Did We Go Wrong"                                      | -                   | Love, Marriage & Divorce          |
| 2015 | "We've Got Love"                                             | -                   | Return Of The Tender Lover        |
| 2015 | "Exceptional"                                                | -                   | Return Of The Tender Lover        |

## Créditos de Producción
- Take a Bow (Madonna)
- Forbidden Love (Madonna)
- As (George Michael & Mary J. Blige)
- Queen of the Night (Whitney Houston)
- I'm Your Baby Tonight (Whitney Houston)
- Exhale (Shoop Shoop) (Whitney Houston)
- Count On Me (Whitney Houston & CeCe Winans)
- When You Believe (Whitney Houston & Mariah Carey)
- Never Forget You (Mariah Carey)
- You Are My Life (Michael Jackson)
- Slave to the Rhythm (Michael Jackson)
- Breathe Again (Toni Braxton)
- Another Sad Love Song (Toni Braxton)
- How Could An Angel Break My Heart (Toni Braxton)
- You're Makin Me High (Toni Braxton)
- There's No Me Without You (Toni Braxton)
- Let It Flow (Toni Braxton)
- Find Me A Man (Toni Braxton)
- Why Should I Care (Toni Braxton)
- In The Late Of Night (Toni Braxton)
- The Lover In Me (Sheena Easton)
- Change the World (Eric Clapton)
- Diggin' On You (TLC)
- Red Light Special (TLC)
- Dear Lie (TLC)
- I Miss You So Much (TLC)
- Whatever (En Vogue)
- I'll Make Love to You (Boyz II Men)
- End of the Road (Boyz II Men)
- The Power of the Dream (Céline Dion)
- Superwoman (Karyn White)